# 皮谢附近布雷瑟加德
皮谢附近布雷瑟加德（德語：Bresegard bei Picher）是德国梅克伦堡-前波美拉尼亚州的市镇，隶属于路德维希斯卢斯特-帕尔希姆县，总面积为16.57平方千米，截至2020年总人口为290人。